# Ebnerodes toelgi
Ebnerodes toelgi is een rechtvleugelig insect uit de familie Pamphagidae. De wetenschappelijke naam van deze soort is voor het eerst geldig gepubliceerd in 1919 door Ebner.